# U-Bahnhof Schippelsweg

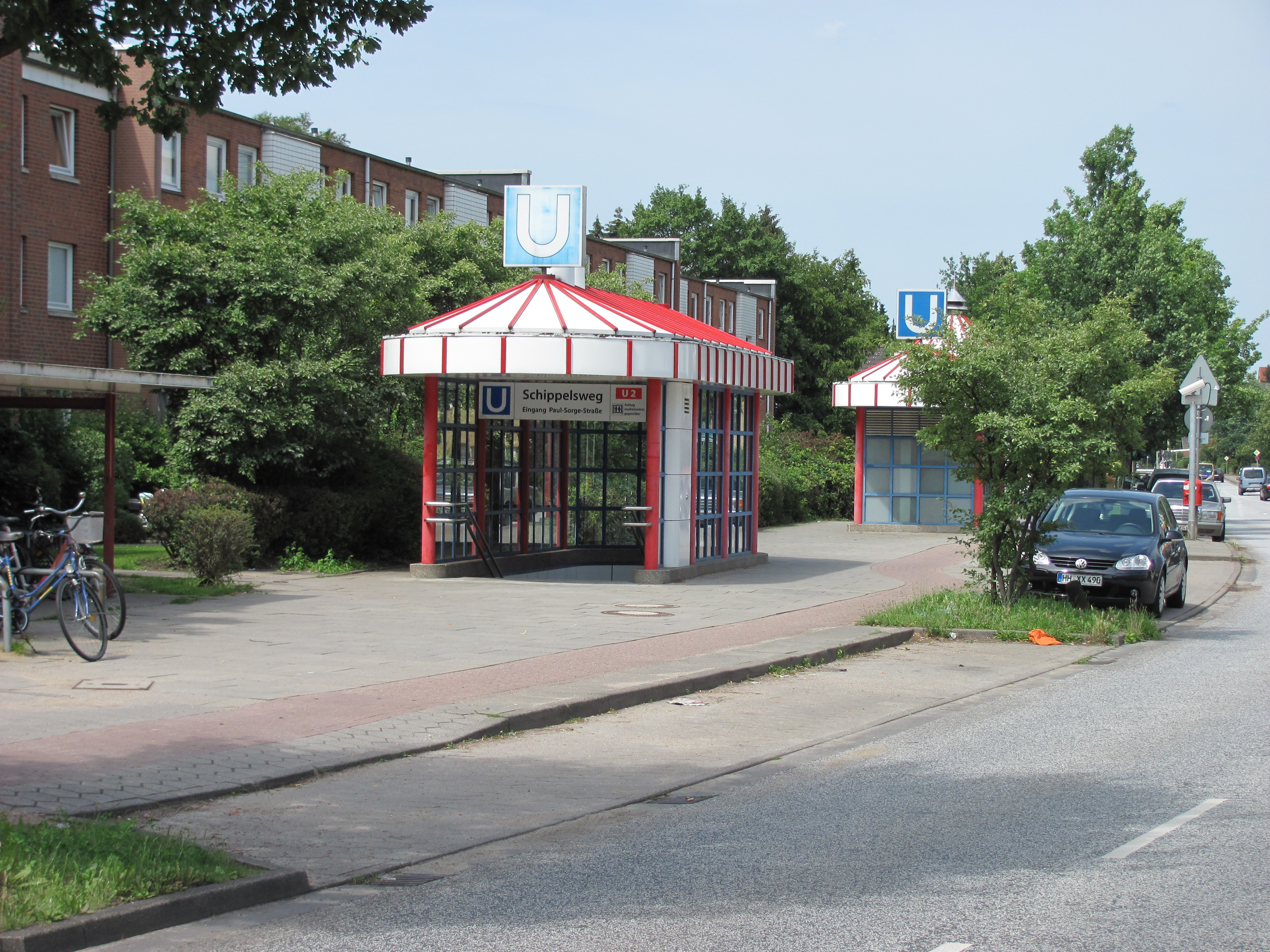
Zwei der Eingänge

Der U-Bahnhof Schippelsweg ist eine Tunnel-Haltestelle der Hamburger U-Bahn-Linie U2 im Stadtteil Niendorf. Das Kürzel der Station bei der Betreiber-Gesellschaft Hamburger Hochbahn lautet „SW“. Der U-Bahnhof hat täglich 4.098 Ein- und Aussteiger (Mo–Fr, 2019).

## Geschichte
1984 begannen die Bauarbeiten, um die Neubaustrecke von Hagenbecks Tierpark nach Niendorf Markt, die am 1. Juni 1985 eröffnet wurde, weiter in den Norden von Niendorf zu verlängern. Eigentlich sollte dieser letzte Abschnitt dieser Strecke schon 1987 vollendet werden, Anwohnerklagen und Probleme mit einem hohen Grundwasserstand ließen die Arbeiten aber vier Jahre länger dauern.
Am 9. März 1991 wurde die U-Bahn-Strecke und damit auch die Haltestelle Schippelsweg offiziell durch den Ersten Bürgermeister Henning Voscherau und in Anwesenheit der Senatoren Wilhelm Rahlfs und Eugen Wagner eröffnet.

## Anlage
Der U-Bahnhof befindet sich, wie fast der gesamte Streckenabschnitt von Niendorf Markt bis Niendorf Nord, unter der Paul-Sorge-Straße. Der Hauptzugang, südlich der Kreuzung zum Schippelsweg, liegt am Südende der Haltestelle. Hier befindet sich auch der Fahrstuhl zum Bahnsteig für den stadteinwärtigen Verkehr. Für die Gegenrichtung gibt es einen Fahrstuhl am Nordende.
Von einer Zwischenebene mit Fahrkartenautomaten und Fahrgastinformationen führen Treppen zu den beiden Seitenbahnsteigen.
Die Station ist in Weiß gehalten. An den mit Metalltafeln verkleideten Wänden der Bahnsteige zeigen Gemälde norddeutsche Szenen.
Wie alle U-Bahnhöfe in Niendorf ist auch dieser ein „Mehrzweckbauwerk“, also auch ein mit Stahltoren abriegelbarer Bunker für bis zu 1142 Menschen. In Krisenzeiten können hier zwei U-Bahn-Züge abgestellt werden. Um einfacher von einem Zug zum anderen zu gelangen, befindet sich zwischen den Gleisen ein schmaler Sockel, der etwas flacher ist als die Seitenbahnsteige.
Der Abstand zur Haltestelle Joachim-Mähl-Straße beträgt 825 Meter, nach Niendorf Nord 685 Meter.

## Anbindung
Der U-Bahnhof Schippelsweg wird tagsüber im 10-Minuten-Takt bedient, in den Hauptverkehrszeiten herrscht ein 5-Minuten-Takt.
Im durchgehenden Nachtverkehr in den Nächten von Freitag auf Samstag sowie vor Sonn- und Feiertagen wird die Station im 20-Minuten-Takt bedient. Einen Übergang zu anderen öffentlichen Verkehrsmitteln gibt es nicht.
| Linie | Verlauf |
| ----- | --- |
| U 2   | Niendorf Nord – Schippelsweg – Joachim-Mähl-Straße – Niendorf Markt – Hagendeel – Hagenbecks Tierpark – Lutterothstraße – Osterstraße – Emilienstraße – Christuskirche – Schlump – Messehallen – Gänsemarkt (Oper) – Jungfernstieg – Hauptbahnhof Nord – Berliner Tor – Burgstraße – Hammer Kirche – Rauhes Haus – Horner Rennbahn – Legienstraße – Billstedt – Merkenstraße – Steinfurther Allee – Mümmelmannsberg |